# Jeune Femme
Jeune Femme é um filme de drama francês de 2017 dirigido e escrito por. Protagonizado por Laetitia Dosch, estreou no Festival de Cannes 2017, no qual competiu para Un certain regard.

## Elenco
- Laetitia Dosch
- Souleymane Seye Ndiaye
- Grégoire Monsaingeon